# Alex Katz
Alex Katz (n. Brooklyn, 24 de Julho de 1927) é um pintor e  americano.

## Biografia
Alex, filho de um comerciante e de uma actriz de teatro, cedo se interessou pela arte comercial. Estudou na Woodrow wilson Vocational High School de Queens,  na Cooper Union  School of Art and Architecture em Nova Iorque e mais tarde obteve uma bolsa na Skowhegan School of Painting and Sculpture, em Skowhegan, Maine.
Katz casou com Jena Cohen em 1950 e em segundas núpcias com Ada, médica e investigadora.
A sua obra sofreu influências do movimento da pop art do qual fez parte.
Tendo conhecido Paul Tayler (coreógrafo), acabou por fazer diversas cenografias para diversos espetáculos.

## Obra
| - 1952 – Paisagem Invernal (óleo sobre tela 61 cm x 61 cm) | - 1959 – Ada Ada (recortável, óleo sobre alumínio 99 cm x 56 cm) | - 1982 – O Casaco Vermelho (óleo sobre tela 244 cm x 122 cm) | - 1981 – Hiroshi e Marsha (óleo sobre tela 183 cm x 244 cm) |

## Exposições
| - 1954 - Roko Gallery, Nova Iorque. | - 1981 - Robert Miller Gallery, Nova Iorque. | - 1995 - Marlborough Gallery, Nova Iorque |